# Биленке (Запорожка област)
Биленке (на украински: Біленьке, на руски: Беленькое; в превод на български – Беленко, Бяло) е село в Биленкевска селска община, Запорожки район на Запорожка област, Украйна.
Идентификационният код на селото според въведеният през 2020 г. Кодификатор на административно-териториалните единици и територии на териториалните общини (КАТОТТГ) е: UA23060010010065997. Селото е административен център на Биленкевската селска община, която включва 8 други села.
Според Преброяването на населението в Украйна през 2001 г., в селото живеят 4988 души.

## Географско положение
Село Биленке се намира на десния бряг язовир Каховка (захранван от река Днепър), нагоре по течението се намира село Биленке Перше, а надолу по течението на разстояние 7 km е село Червоноднипровка. През селото тече рекичката Биленке, която дава името на селото. През селото минава междуселищния автомобилен път Т-0806 (Запорожие–Биленке). На 25 км разстояние се намира областният център – град Запорожие.
В близост до селото има много равнини и мочурища, с гъста и тучна трева, което в миналото е създавало благоприятни условия за развитие на животновъдство, по-специално на овцевъдство. Благоприятното местоположение на село Биленке – наличието на воден търговски път, свързващ селото със северните райони на Украйна и черноморското крайбрежие, както и обширните плодородни земи – са способствали развитието на земеделието. Тук е имало складове за зърно и пристан. Тук са идвали многобройни търговци от Олександровск и Екатеринослав.
Селото има линейна планова структура, разположено надлъж долината по течението на река Биленке.

## Население
По данни от 1859 г. селото се намира в Екатеринославския окръг на Екатеринославска губерния и има население от 1208 души (608 мъже и 600 жени), 150 домакинства, православна църква, училище и 2 завода.
Към 1886 г. селото е център на Биленска волост, има население от 1536 души, 307 домакинства, православна църква, училище, областна болница, 3 магазина и тухларски завод.
Според преброяването от 1897 г. броят на жителите нараства до 3253 (1610 мъже и 1643 жени), от които 3221 са с православна вяра.
През 1908 г. населението нараства на 3610 души (1823 мъже и 1787 жени), а домакинствата са 540.
Според преброяването от 2001 г., населението е 4988 души.

## История
В покрайнините на селото има няколко могили с гробове от Бронзовата епоха (началото на I хилядолетие пр. н. е.), скитския период (V – IV в. пр. н. е.) и кримските номади (X – XII в. сл. н. е.). В една от скитските гробници, т. нар. Тлъстата могила (на украински: Товстій Могилі), са открити златни и сребърни накити, както и бронзови върхове на стрели.
Селото е основано през втората половина на XVIII в. край река Биленке, откъдето произлиза и името на селището. За първи път селището Биленке се споменава в исторически документи през 1772 г., които се отнасят до разпределението на военните задължения между запорожките казаци в Свободните земи на Запорожската долна войска; тук е организиран пост за отбрана от набезите на кримските номади (кримски татари).
През 1780 г. анектираните от Руската империя някогашни Свободни земи на Запорожската долна войска (наричани още Запорожка Сеч) в района окло Бяла планина били подарени от руската императрица Екатерина II като феодално владение на генерал-фелдмаршал граф Михаил Каменски. След териториалното разпределение от 1784 г., село Биленке обхваща площ от около 14 000 декара земя. За обработването ѝ е била необходима работна ръка и помешчикът (феодалът) купува крепостни селяни в северните губернии (Черниговска губерния) и ги преселва в Биленке. Същевременно той купува и обработва все повече и повече земя и скоро разполага с 20 хил. хектара. В края на 1790-те години, в селото имало вятърна мелница, ферми за коне и добитък, както и господарска къща на владетеля.
На 16.01.1802 г. благородникът Михаил Павлович Миклашевски купува селото заедно със земята и хората и става нов помешчик (феодал), а според документи от 1780 и 1783 г. то селото още тогава е принадлежало на Миклашевски. Чувствайки недостиг на работна ръка, той купува допълнително 495 крепостни селяни и ги транспортира от село Комиши (Полтавска губерния на Руската империя; днес Сумска област на Украйна) в Биленке. Феодалът заселва на своята земя също така избягали крепостни селяни и казаци, като постепенно ги закрепостява (поробва).
Разположено на живописния бряг на река Днепър, селото бързо се разраства. Вместо една улица в началото на XIX в., то през средата на века има три улици. Те са били застроени предимно с бедни колиби от кирпич с тръстикови покриви. Въпреки това къщите са били старателно варосани (бяло боядисани), капаците на прозорците са били боядисани с флорални орнаменти и селото е имало малко или много привлекателен вид. Във всеки двор имало черешови градини, над които се извисявали могъщи корони от диви круши. Характерната украса на всяка къща били кърпите, които се използваха за украса на икони, прозорци или просто се окачвали по стените.
През 1806 г. в селото е построена дървена църква, а през 1839 г. към нея са добавени още две сгради. В едната от тях се помещава фелдшерски здравен пункт, където живеел и работил единственият фелдшер в окръга. Разбира се, той не е имал време да обслужва всички пациенти и населението се е лекувало предимно с народна медицина. В друга пристройка било открито енорийско училище, в което се обучавали 16 ученици от общо сто деца в училищна възраст.
След реформата от 1861 г. относно премахването на крепостничеството, селяните от Биленке стават лично свободни, но получават много малки парцели земя. Около една трета от бившите крепостни селяни получават т. нар. дарствени дялове от 1,8 десятака на човек безвъзмезно, а други получават по 4 десятака срещу откопуване на стойността на земята в продължение на 49 години. След реформата всъщност селяните разполагали с 20 % по-малко земя, отколкото преди реформата. Повечето от плодородните парцели и ливади в заливните равнини на река Днепър, използвани за паша на добитъка, остават собственост на феодалните господари Миклашевски. Дълго време, до края на договора за откупуване на земята от господаря, селяните трябвало да му служат като крепостни повече от два месеца годишно или да плащат паричен внос. В допълнение към откупните плащания те плащали и множество данъци – на глава от населението, държавни, губернийски, местни и др.

### Руската революция от 1905-1906 г.
През юни 1905 г. в Биленке е създадена революционна група от железопътни работници. Те обясняват на своите съселяни „империалистическия характер на Руско-японската война“ и ги призовават да подкрепят работническата борба срещу царизма.
Работниците-революционери използват всяка възможност, за да агитират. Биленчанинът С. И. Троценко произнаця следната реч: „Цар Николай II е човекоядец, само покорни роби гинат за него на фронта. Не му служете, на кръвопиеца“. Друг биленчанин – П. Пазюк – е участвал във въоръженото въстание на бойния кораб „Потьомкин“. На 27 юли 1955 г., в чест на 50-годишнината от въстанието, Пазюк е награден с орден „Червено знаме“.
През август 1905 г. работниците-революционери организират няколко събрания на жителите на селото, разпространяват сред тях революционни прокламации и призовават бедните да се вдигнат на въоръжено въстание.
Между бедните и богатите в Биленке избухват въоръжени сблъсъци и при един от тях през октомври 1905 г. е убит един „кулак“. Жандармеристите се разправят жестоко с водачите на селяните. Някои от революционерите са разстреляни, а други са осъдени на 10 години каторжен труд. Това обаче не плаши революционно настроените селяни от Биленке.
През юли 1906 г. наемни работници и дребни селяни започват стачка с искания за по-високи заплати, по-добри условия на труд и по-ниски цени за арендата на земя. По време на активния сезон за прибиране на реколтата нито един селянин не дошъл на нивата на помешчика и той трябвал да изпълни исканията на селяните. Тази стачка е ръководена от местния учител А. О. Лепихов. Той е арестуван и умира от мъчения в Екатеринославския затвор.
Животът на бедните става още по-труден в годините на Столипиновата аграрна реформа. През 1908 г. в селото има 540 домакинства, в които живеят 3610 души. Само 467 мъже са имали разпределение на земята от по 4 десятъка, а останалите са имали много по-малки парцели. 30 бедни семейства изобщо не са имали земя и е трябвало да работят като работници при крупните земеделци или в стопанството на помешчика Миклашевски. 39 домакинства не са имали трактор и са го наемали от крупни земеделци, за което са плащали една трета от реколтата си. 8 семейства са отишли да работят във фабрики и заводи, а 2 семейства са заминали за Сибир в търсене на по-добър живот. От реформата се възползвали само крупните земеделци, които изкупили на безценица най-добрите парцели на бедните и се сдобили с 4 000 декара земя. Истинската същност на аграрната реформа на Пьотър Столипин е обяснена на селяните от местния учител М. Х. Кравченко. През 1907 г. той е прогонен от управата на волостта заради революционна пропаганда.
Преди революцията се казва, че Биленке е било богато село. Делът на крупните земеделски стопанства тук е бил по-голям, отколкото в околните села. Богатите са построили много добри тухлени къщи. В неделя или на религиозни празници по улиците се движели украсени таврийски каруци, теглени от баски коне. Но по-голямата част от работещите селяни не били в добро благосъстояние. Бедняците и работниците нямали достатъчно храна, живеели в мизерни глинени колиби и използвали мебели, дрехи, обувки и други вещи, изработени от самите тях.
Медицинското обслужване било лошо, а смъртността била висока, особено сред децата. В началото на ХХ век земството открива малка болница, в която през 1914 г. работят един лекар и двама фелдшери. Те трябвало да обслужват около 20 хил. жители на областта.
Състоянието на общественото образование не било по-добро. Преобладаващата част от селяните оставали неграмотни. Едва през 1876 г. в Биленке било открито министерско двукласно училище, което през 1903 г. било преобразувано в двукласно общинско училище. Тук са учили няколко десетки момчета от семействата на заможни селяни. Момичетата не са били приемани в това училище; те са можели да посещават само църковно училище, където са се учили да четат и пишат. В селото се полагат известни усилия в областта на професионалното образование. През 1900 г. тук е открита работилница за обучение на ковачи и дърводелци с 40 ученици, а през 1903 г. – малко училище по тъкачество за момичета.
Крупните земеделци и помешчикът Миклашевски използвали избухването на Първата световна война през 1914 г., за да се отърват от революционно настроените селяни. Най-напред 245 бедни хора са изпратени на фронта, включително организаторите на революционните прояви. Войната е тежко бреме за трудещите се селяни от Биленке, стопанствата им западат поради липсата на работна ръка и непрекъснатите реквизиции на коне и провизии за армията. В продължение на две години повече от 100 селяни са убити в боевете.
Преобладаващото мнозинство от жителите на Биленке посрещат с радост победата на Февруарската революция от 1917 г., която довежда до премахването на монархията.
През декември 1917 г., малко след Октомврийска революция в Петроград, е създаден селски съвет на селските депутати от Болшевишката партия.
В края на март 1918 г., по време на Първата световна война, село Биленке е завладяно от германско-австрийските окупатори. С тяхна помощ, помешчикът се завърнал в селото. Много от селяните се противопоставят, влизайки в редиците на младата Червена армия. В края на 1918 г. под натиска на частите на Червената армия австро-германските окупатори напускат селото и там е възстановена съветската власт.
През март 1919 г. съветът на волостта създава поземлена комисия, която започва да прилага ленинския Декрет за земята, с който се извършва колективизацията на частната собственост. За сметка на конфискуваната земя на помешчикът Миклашевски, селяните от Биленки получават по 2,13 десятъка на човек. През юни 1919 г., белогвардейците възстановяват стария ред. Още на 6 януари 1920 г. обаче, червеноармейците отново поставят селото под свой контрол и създават военен революционен комитет.

### СледРуската революция от 1907 г.
В края на 1920 г. е открита болница с медицински персонал от двама лекари, трима фелдшери и две акушерки. През декември в селото е основан Съюз на работническо-селското образование и социалистическа култура. Имало е 4 основни училища и една политехника. В тях 14 учители обучават 360 ученици, т. е. 6 пъти повече, отколкото през 1913 г. Учителите оборудвали обществената библиотека с книгите на помешчика Миклашевски. През следващата година започва широка офанзива срещу неграмотността: създадени са 8 училища за ограмотяване, в които 200 възрастни се научават да четат и пишат.
През 1925 г. в селото са създадени училища за наемни младежи с агрономическа насоченост, педагогически курсове и седемгодишно училище за деца. Библиотеката в селото е разширена. През 1926 г. в селото има 4 читални. Женският съвет става по-активен. Членовете на съвета организирали шивашка работилница, открили детска градина, включили повече от 100 жени в образователни курсове и създали групи за любителско изкуство. През 1926 г. в Биленке е организирано трудово-кооперативно земеделско стопанство (ТКЗС) за обработване на земята. Всяко ТКЗС разполагало с един трактор.
През 1929 г. в Биленке започва масова колективизация на селските домакинства. През лятото е организиран колхозът „Червен борец“, който обединява 360 частни стопанства, разполага с 5,3 хил. хектара земя, 3 трактора и същия брой тракторни плугове, както и с друг селскостопански инвентар. Притежава 649 глави едър рогат добитък.
През есента текезесарите засяват 880 хектара зимни култури, а през пролетта на 1930 г. – 3000 хектара пролетни култури. През същата година тук е изградена напоителна система, обхващаща 100 хектара. Текезесарите прибират средно по 1,4 тона зимна пшеница на хектар. През 1930 г. в Биленке са основани още две колективни стопанства – „Шевченко“ и „Нов живот“. През есента и в трите артела има 863 селски домакинства. Колективизирани са 8,7 хил. хектара земя. В края на същата година, трите ТКЗС-та се сливат в едно, наречено „Трети интернационал“.
През 1934 г. ТКЗС-то е разформировано на 3 малки колхоза: „Илич“, „Киров“ и „Куйбишев“. Колхозът „Куйбишев“ започва да се специализира в областта на градинарството и риболова. През 1936 г. в Биленке е създадена машинно-тракторна станция.
Колективните стопанства са имали около 800 глави едър рогат добитък, 6500 овце и над хиляда свине. Млекодобивните и свиневъдните ферми били електрифицирани. За изключителните си постижения колхозите „Илич“ и „Киров“ участвали във Всесъюзното селскостопанско изложение няколко години подред.
С победата и развитието на колхозната система целият живот в Биленке се променя. Самото село също се променя. Благосъстоянието на жителите на селото се повиши значително. Колхозниците получавали по 2-3 кг зърно и 3-4 рубли в брой на работен ден. Селяните построили около петдесет тухлени къщи, всички улици били благоустроени и озеленени, а паркът се превърнал в украса на селото.
Подобрени са медицинските грижи за работниците. Открити са болница с 45 легла и амбулатория, в която работят трима лекари. В резултат на превантивните мерки броят на инфекциозните заболявания намаля.
Културата на колхозното село се издигна до безпрецедентно ниво. Повече от 800 деца посещават средно училище. Имало техникум по градинарство. Важно условие за културното развитие на селото е електрификацията му, която започва през 1933 г.

### Времето на Втората световна война
При избухването на Втората световна война 660 жители на Биленке застават под бойното знаме на Червената армия, борейки се срещу нацистките нашественици. Колективните земеделски стопани успешно приключват с прибирането на реколтата. С наближаването на фронта голяма част от хляба е изнесена на изток към Русия. Най-ценният добитък и селскостопанската техника също били евакуирани. В селото е организирана бойна единица от 140 бойци.
На 19 август 1941 г. нацистка Германия окупира село Биленке. За да се бори срещу нашествениците, в селото е създадена нелегална група, която е активно подкрепяна от населението. Тя помага на младежите да избегнат изпращането им в плен. Благодарение на тяхната помощ повече от 100 момчета и момичета успяват да избягат.
На 30 декември 1943 г. селото е освободено от нацистките нашественици и поставено под контрола на Червената армия. По време на войната загиват 343 жители на селото. Броят на жителите бил намалял 4 пъти.
517 жители на селото са наградени от правителството за военните си заслуги. Сред войниците, щурмували Райхстага, е и първият ръководител на колхоза „Биленке“ И. Пазюк.

### След Втората световна война
След Втората световна война, икономиката на селото постепенно се съживява. От западните райони на страната се изпращат 180 тона пшенично зърно, повече от 200 глави едър рогат добитък и същия брой овце, което изиграва важна роля за възраждането на стопанството в селото. През 1948 г. колхозът „Илич“ вече разполага с 280 коня, 500 крави, 1000 овце и свине майки.
През следващото десетилетие колхозите стават икономически по-силни. Средният добив на зърно е 2 тона за хектар. Броят на говедата се увеличил почти 5 пъти, на свинете – 10 пъти, а на овцете – 4 пъти. Съветското правителство многократно награждава най-добрите ръководители на колхозите за постиженията им в развитието на стопанство; с орден „Ленин“ са наградени 19 души, а със званието „Герой на социалистическия труд“ са удостоени двама. Ръководителят на колхоза “Илич“ е награден с пет златни медала на Изложбата на постиженията на народното стопанство на СССР.
В началото на 1959 г. колхозите „Илич“ и „Киров“ се сливат в един, носещ името „Илич“, на който са предоставени 9,4 хил. хектара земя, включително 340 хектара овощна градина.
Използвайки ефективно големите площи земя и машини, колхозите постигат добри резултати във всички сектори на производството. Реколтата се увеличава значително. През четвъртата година от петгодишния план земеделските производители прибират 3 тона зърно от хектар, включително 4,3 тона царевица. Създаването на силна фуражна база позволява почти да се удвои броят на едрия рогат добитък и той да достигне 4,5 хиляди. Колхозът получава значителни приходи и от птицеферма. Животновъдството става високопродуктивно. През 1969 г. колективното стопанство произвежда 6,1 килолитра мляко и 5 тона месо на 100 хектара обработваема земя. Приходите на стопанството от земеделие, животновъдство, овощарство и друга селскостопанска продукция надхвърлят три милиона рубли.
В колхоза членуват 118 членове на Комунистическата партия на Съветския Съюз. В комсомолски организации се обединяват над 200 младежи и девойки. Партийният комитет отделя голямо внимание на политическото и производственото обучение на своите служители. През 1969 г. има политически школи, 7 комунисти учат в университети задочно, а 400 души посещават селскостопанската школа. В село Биленке често гостуват преподаватели от институти в Запорожие, опитни лектори и специалисти от промишлени предприятия.
В селото е построена работилница с модерно оборудване за ремонт на селскостопанска техника, както и консервна фабрика с капацитет 50 000 стандартни кутии зеленчукови консерви годишно. През последното десетилетие са построени повече от 500 жилищни сгради, голямо лятно кино и автогара. В навечерието на стогодишнината от рождението на Ленин в селото е открито средно училище, в което на чиновете седят около хиляда ученици. Инсталирана е автоматична телефонна централа.
Село Биленке, особено централната му част, придобива облика на град. Има големи, красиви къщи, павирани и асфалтирани улици, тротоари, стройни редици от кестени и тополи и оживено транспортно движение. Жителите на селото водят културен и благополучен живот. Средните месечни доходи на земеделските стопани са повече от 100 рубли, а на животновъдите и механизаторите – 150. С увеличаването на доходите покупателната способност на населението непрекъснато нараства, а търговската мрежа се разширява. Има над двадесет магазина, 4 столови, пекарна и център за потребителски услуги.
Медицинското обслужване е добре организирано. Има болница със 100 легла и инфекциозно отделение, поликлиника с физиотерапевтичен и рентгенов кабинет и аптека. Има 5 детски градини и ясли, както и детска млечна кухня.
Деца от всички възрасти посещават едно средно и четири основни училища. Много млади хора повишават образователното си ниво на работното място във вечерни и задочни курсове. 120 деца изучават музика в селското музикално училище. Около 30 души се обучават в задочни и следдипломни факултети на университетите в страната.
През 1969 г. в селото работят 310 специалисти с висше образование, сред които 59 учители, 11 лекари, същия брой агрономи, инженери по животновъдство и напояване, багеристи, фрезисти, електрозаварчици, инженер по механизация на селското стопанство, инженер по безопасност и телевизионни майстори.
През годините на съветското управление селото предоставя на страната повече от 400 висококвалифицирани специалисти. Някои от тях стават известни личности. Сред тях са генерал-майор от артилерията Кинш; машиностроител, автор на много научни трудове в областта на проектирането на селскостопански машини, носител на държавна награда, академик на Академията на науките на СССР А. Василенко; лекар и учен, доктор на медицинските науки Д. Василенко и др.
Биленке е известно със своите народни таланти. Драматичният състав, хорът, танцовият състав и духовият оркестър на селото неведнъж са печелили награди на районни и регионални конкурси и фестивали и често са се появявали по радиото и телевизията. Тук са създадени всички условия за развитие на любителската художествена дейност: колхозният дом на културата разполага с концертна зала с 500 места и множество репетиционни зали; артисти от областния театър и Запорожската филхармония провеждат занятия с любители актьори.
По случай 100-годишнината от рождението на Ленин през 1970 г. в селото е открит народен музей. Селската библиотека разполага с 45 хил. тома политическа, икономическа и художествена литература.
През февруари 2015 г. в Биленке неизвестно лице събаря паметник на Ленин.

## Административно делене
На 15 юли 2016 г. селото става център на новосъздадения Биленкевски селска община (на украински: Біленьківська сільська громада). В него влизат и 8-те села, посочени в таблицата по-долу. Преди това, село Биленке заедно със село Червоноднипровка образувало Биленския селски съвет (на украински: Біленьківська сільська рада).
Общината се намира в югозападната част на Запорожкия район на Запорожка област.
В състава на общината освен главното село Биленке влизат и следните населени места:
| Име              | Име              |
| на украински     | на руски         |
| ---------------- | ---------------- |
| Біленьке Перше   | Беленькое Первое |
| Канівське        | Каневское        |
| Лисогірка        | Лысогорка        |
| Мар’ївка         | Марьевка         |
| Новосергіївка    | Новосергеевка    |
| Смоляне          | Смоляное         |
| Червонодніпровка | Червоноднепровка |
| Уділенське       | Уделенское       |

## Икономика
На 15 юни 2017 г. в село Биленке е открит в присъствието на министър-председателя на Украйна нов претоварен пункт за зърнени и маслодайни култури на фирмата „Нибулон“. Компанията е един от най-големите украински производители и износители на зърно и друга селскостопанска продукция. Стойността на строителството на комплекса е около 500 млн. гривни, финансирани от Европейската инвестиционна банка.
Съоръжението е обзаведено с най-модерно оборудване от водещи световни производители, сред които Испания (SYMAGA SA), Великобритания (TELESTACK Ltd.), Швейцария (BUHLER GmbH), американската компания Mathews, Литва (UAB Liucija), Дания (Cimbria Unigrain A/S, FOSS ANALYTICAL AB), Германия (PFEUFFER GmbH), Нидерландия (Precia SA) и др.
Претоварният терминал има капацитет за съхранение на зърно от 77 хил. тона, дневен капацитет за сушене от 4 хил. тона и дневен капацитет за превоз по вода от 12 хил. тона. Общият капацитет на комплекса е 716,8 хил. тона годишно.
Претоварният терминал в Биленке осигурява работни места за около 120 души и значително намалява разходите за транспорт на селскостопански продукти за земеделските производители от региона. Благодарение на дейността на това предприятие логистичните разстояния за доставка на селскостопански продукти се намаляват 3-4 пъти (няма да е необходимо да се транспортират продукти на разстояние 300-400 км) и няма да е необходимо земеделските производители да използват тежки камиони. Това ще помогне и за облекчаване на пътищата с 12,5 хил. камиона.
Месец след като претоварният терминал започва да работи, са превозени повече от 5 000 тона зърно.

### Социални заведения
- Училище
- Вечерно училище
- Дом на културата
- Биленкевска окръжна болница
- Беленкевско музикално училище

## Феодално имение на рода Миклашевски
Миклашевски са благороднически род с полско-украински произход, споменат за първи път през втората половина на XVII век. За основател на рода се смята Андрей Миклашевски (вероятно: Андрушко Миклашенко) (1649 г.) – регистърен казак от Черниговската сотня в Полско-литовската държава (днес отговаря приблизително на Черниговска област на Украйна). Постепенно от големия род Миклашевски се отделят няколко клона: два Стародубски клона (в днешна Русия), един Глуховски клон (в днешна Украйна) и един Екатеринославски клон (в днешна Украйна).
Основател на Екатеринославския клон (в Екатеринославска губерния, към която е спадало и село Биленке) е известният украински и руски военен и държавен деец Михаил Павлович Миклашевски (1756–1847 г.). Той е роден през 1756 г. в семейството на заможния руския благородник (с полско-украински произход) и бончуков другар – Павел Иванович Миклашевски – и съпругата му – Елена Даниловна Новицка в село Демяни, Стародубски полк (днес село в Брянска област на Русия).
В началото на 1802 г. Михаил Павлович Миклашевски купува село Биленке заедно със земята и хората и става негов помешчик (феодал), а според друг източник това се случва по-рано, което било засвидетелствано в документи от 1780 и 1783 г.

### История на имението
През 2016 г. специалисти от Научноизследователския институт по изследвания за защитата на паметниците на културата към Министерство на културата на Украйна за първи път обстойно проучват територията на селището и културното наследство в неговите граници, включително терена на историческото имение на известния род Миклашевски. Като цяло, съществува доста обширна библиография за историята на благородническия род Миклашевски, но източниците за историята на имението са малко.
Изследването на източниците от късния XVIII и началото на ХІХ век сочи, че историческият характер на сградите в района на имението на Миклашевски се формира на етапи, като решаващ е периодът от края на ХІХ и началото на ХХ век.

#### Първи комплекс
На картата от средата на XIX век ясно се вижда паркова зона, простираща се от северозапад на югоизток, в средата на която е бил разположен първоначалният комплекс на имението (6 сгради). Не се знае, дали този комплекс е бил построен от предните собственици преди Михаил Павлович Миклашевски да го купи от тях, или той самия го е построил по време своето управление.
На североизток от този първичен комплекс от сгради на имението се е намирал огромен площад с множество обществени сгради (фелдшерски пункт, енорийско училище (1839 г.), земеделско училище, статистическа и метеорологична служба, клон на Херсонската банка) и първата дървена църква „Свети Николай“, построена през 1806 г. (досега не е намерена информация за архитектурните ѝ характеристики). От север към площада са прилежали териториите на две предприятия, създадени през 1848 г. – медодобивна фабрика и фабрика за катран.
През втората половина на XIX век наводнения от река Днепър разрушават дървената църква „Свети Николай“. До днес нейните останки се намира в дълбините на Каховския язовир. През 1860 г. се построява нова, каменна църква „Свети Николай“, която в последсвие се превръща в семейна гробница на Екатеринославската линия на рода Миклашевски.
След смъртта на губернатора и сенатор Михаил Павлович Миклашевски през 1847 г. селото и хората (наред с много други имения в Южна Украйна) се наследяват, според един източник, от сина му – Павел Михайлович Миклашевски (1819–1893 г.), а според друг източник – от другия му син – Иля Михайлович Миклашевски (1821–1886). Съществуват факти, подкрепящи и едната, и другата версия. От една страна се знае, например, че новата каменна църква „Свети Николай“ в селото е построена по възложение на Павел. От друга страна обаче, между 1887 и 1889 г. в селото е построен нов комплекс от сгради към имението (запазен частично и до днес; виж по-долу), чиито възложител е синът на Иля – Михаил Илич Миклашевски (1853–1916); това би означавало, че вероятно Иля е бил наследник на Михаил Павлович Миклашевски. Версията за това, че наследник става Иля е твърдена и от някои от днешните потомци на рода Миклашевски.
- Павел Михайлович Миклашевски (1819–1893)
- Иля Михайлович Миклашевски (1821– 1886)
- Иля Михайлович Миклашевски (1821–1886 ) и Анна Владимировна Миклашевска, по бащинство княгиня Гагарина. Сватбен портрет.
- Михаил Илич Миклашевски (1853–1916)

#### Втори комплекс
През 1889 г., малко след смъртта на Иля Михайлович Миклашевски (1821–1886), е построен нов комплекс към имението. Възложител на строежа е синът му Михаил Илич Миклашевски (1853–1916). Автор на проекта за новия комплекс е екатеринославският инженер от прибалтийско-немски произход – Фердинанд фон Хаген (на украински). Според думите на самия автор в списание „Зодчий“ (на български: архитект) през 1886 г. са изготвени планове за нова главна господарската къща (дворец) и две свободностоящи крила (западно и източно), чийто строеж е започнат през май 1887 г. и завършен на 12 август 1889 г. Стоежът струва общо 80 000 рубли.
Сградите са снабдявани чрез водопровод с вода от река Днепър, която по това време се намира на 300 сажена (ок. 640 м.) от господарската къща, а в парка са устроени фонтани, поливни кранове и пожарни кранове.
Имението е сред малкото оцелели останки от старинните имения на някогашната Екатеринославска губерния. То е архитектурен и исторически паметник от местно значение. Намира се в историческата (юго-източна) част на село Биленке, на улица Шкільна № 5.

##### Господарска къща
Главната, господарска къща на имението е претърпяла доста промени в течение на времето. Тя е била построена е в духа на еклектиката на историцизама, но са използвани и архитектурни елементи от дърворезба, типични за руската архитектура. Сградата днес е един от малкото оцелели примери за архитектура на имение от края на XIX и началото на XX в.
Къщата има несиметричен план. Той се състои от основна, правоъгълна постройка с ризалит на предната фасада и изпъкнало полухектагонално пространство тип зимна градина на задната фасада, а на югозападната страна е прикрепена осмоъгълна триетажна кула, която е свързана с основната постройка посредством коридори.
Кулата е била триетажна, като третият етаж всъщност е представлявал тераса с висок четирискатен покрив. Днес третият етаж е загубен.
Ризалитът на предната фасада съдържа в себе си ажурна метална кована козирка над входа на сградата на първия етаж, а на втория етаж той се състои от открита веранда с аркади с дървени фигурални колони (в духа на традиционната народна архитектура от XVIII в.) и детайли от дърворезба (стълбове, подпори, кронщайни, конзолни части на греди и др.).
Фундаментът, цокълът, пиластрите, външните преддверия и ключовите камъни над отворите за прозорци и врати, както и украсата са направени от чисто издялан местен, твърд камък (пясъчник). Използвани са също червен кирпич, вар, пясък, глина и алабастър с местен произход и производство. Външните стени са без щукатури, боядисани с маслена боя.
Сградата има плосък четирискатен покрив, изработен от дърво, който първоначално е бил с метално (полихромно) покритие, по-късно заменено с шистови покривни плочки.
Ковашките и ключарските работи са извършени по най-икономичния начин според чертежите на фон Хаген. Има вентилационна печка, облицована с декоративни керамични плочки. Грънчарските тръби, целият дървесинен материал, гвоздеи и различни дребни предмети са били доставени от Екатеринослав, на 120 верста (ок. 128 km) разстояние. Паркетът (с дъски по 2 x 2 аршина – т. е. 1,42 x 1,42 m) e закупен от остатъците от строежа на железопътната гара в Екатеринослав. Щукатурите са изработени от фирма „Е. Куликовски“ от Киев. Грънчарските плочки за пода, коридора, антрето и терасата са поръчани от Париж чрез „Търговска къща на Анджовски“ в Киев. Мраморните камини и една теракотена камина за трапезарията са поръчани от Виена. Тротоарите около къщата са направени от циментови плочи и асфалт от фирмата „Айхе“ (немска фирма с немско име „Eiche“) в Екатеринослав. Чугунени отливки и вити стълби са изработени в уездния град Александровск в завода „Лепа“.
Каменоделците, столарите, стругарите, печкарите, марангозите и покривачите са наети в град Екатеринослав. Прибори за врати и прозорци, както и за комини, мрамор за стълби, тапети, бои, тоалетни чинии с воден резервоар, и бойлер за баня се поръчват от различни фирми в Одеса и се доставят по вода през Херсон и Николаев. Бояджийските работи са извършени от местни майстори под личното ръководство на архитекта фон Хаген, по мотиви от френския архитект, издател и писател – Сезар Дейли (на английски).
Планът на вътрешното пространство на сградата е запазен като цяло. Запазена е оригиналната интериорна украса: печки с декорации, декорация на стените и тавана с щукатура. Запазено е вито чугунено стълбище, плочките по пода и др. Особен интерес представлява интериорния дизайн на кабинета на Миклашвски в английски стил.
- Предна част на господарската къща
- Предната фасада на господарската къща (преди 1917 г.)
- Предната фасада; в ляво се вижда едното странично крило (преди 1917 г.)
- Градината пред къщата с един от гербовете на рода Миклашевски (в далечината зад храста се разпознава алеята) (преди 1917 г.)
- Алеята водеща от господарската къща до пристана на р. Днепър
- Михаил Илич Миклашевски и Олга Николаевна Миклашевска пред господарската къща (края на 1880-те г.)
- Олга Николаевна Миклашевска раздава великденски подаръци в имението

- Задна част на господарската къща
- Задната фасада на къщата
- Задната фасада на къщата
- Парка зад къщата
- Семейство Миклашевски (вероятно в парка зад къщата), 1900 г.
- Иля Михайлович Миклашевски (1821-1886) и семейството му. Главата на семейството седи в центъра на масата. В светъл костюм е първородният му син Михаил Илич Миклашевски (1853-1916).

##### Странични крила на господарската къща
На запад и на изток от основната, господарска къща се намират странични крила. Едното е служило за помещаване на кухнята и персонала, а другото за настаняване на гости. Те са построени също в духа на еклектиката на историцизма като главната сграда. Изградени са от червени и жълти керамични тухли и имат цокъл от пясъчник. Сградите имат правоъгълен план и са снабдени с двускатен покрив. Предните им фасади, обърнати към парадния двор, са структурирани от контрафорси, увенчани от  фронтони със сложна изработка и декоративни корнизи, както и с правоъгълни стълбове.
До днес те са запазени в оригиналните си размери, но са загубили оригиналния си покрив, а по фасадите се забелязват промени: прозорците са подменени, а декорът е частично изгубен. Сградите са били преустройвани в течение на времето.
- странични крила
- Вляво на снимката се вижда едно от страничните крила
- Едното крило, в далечина се вижда кулата на главната сграда

##### Парк
Обкръжаващата територия около сградите е оформена като парк с малки ландшафтно-архитектурни елементи, а в неговия източен край е изграден пристан на брега на река Днепър. По централната ос на парка от господарската къща до пристана е отвеждала дълга и широка алея, украсена с басейни и фонтани. Паркът е имал правилни фигурни очертания, които постепенно, приближавайки се до реката, преминавали в елементи от естествения ландшафт на околността с влажни зони.

### Съдба през комунинзма
След края на монархията в резултат на революциите в Руската империя през 1917 г., създаването на Съветския Съюз и установяването на комунистически режим, благородничеството се премахва и собствениците на имението – благородническия род Миклашевски – са прогонени. Сградите на имението са използвани като земеделско училище, което вероятно ги е спасило от цялостното им разрушаване. През 1920-те години е извършен опис на сградите на имението, като по това време някои от постройките са били вече разрушени.
По време на Втората световна война през 1938 г. църквата „Свети Никола“ е разрушена, в резултат на което е загубена основната доминанта на селото, която оформяла просторния църковен и пазарен площад и панорамните гледки към селото в различни посоки.
След войната градоустройствения план на централната част на селото се променя значително. От 1960-те години въз основа на тогавашната комунистическа идеология всичко старо се порутва, за да се сътвори нещо ново. През 1969 г. бил разработен Общият устройствен план на с. Биленке, който е в сила и до днес. Съгласно него, на територията на бившето имение и парковия комплекс частично се запазват единствено основните композиционни елементи: парцелната граница на бившия парк, простираща се от северозапад на югоизток, и три оцелели исторически сгради на имението (господарската къща с двете крила), които съпровождат главната алея на парка. Иначе, за всичко останало, градоустройствения план предвижда обстойни промени. Теренът на имението бил преустроен през 1970-те години така, че нови доминиращи елементи стават една нова триетажна училищна сграда с футболно игрище и работилница точно насред главната алея на някогашния парк, блокирайки зрителната ос към господарския дом. Малко по-късно в източната част на училищния терен е построена и мащабна сграда, която още повече влошава визуалното възприемане на историческото имение (а също така и на училището и централната част на селото като цяло). Освен това, в южната част на градинско-парковия комплекс, на брега на река Днепър, където бил пристана на имението, през 1960-те години се изграждат зърнохранилище и няколко едноетажни едромащабни стопански сгради, които разделят останките на имението от реката. Алеята, която отвеждала от господарската къща направо до пристана, първоначално била 640 m, а след орязването ѝ – едва 200 m. Значителни промени са настъпили и в районите на изток от бившето имение. През 1962 г. там са създадени производствените зони на местния затвор. „Чудовищните пространства“ задават нов мащаб в развитието на цялата крайбрежна част на селото. Освен това, голяма площ от бившия парк е била залята от водите на язовир „Каховка“ при неговото образуване през 1955-1958 г. 
По време на строителството на един магазина в центъра на селото са разрушени останките от основите на бившата църква „Свети Николай“ и е осквернен гробът на рода Миклашевски в църквата (сега на мястото на престъплението е издигнат кръст). Там под покрива на църквата е бил погребан нейния основателя – Павел Михайлович Миклашевски (04.06.1819 г.–1893 г.), а в оградата на църквата са били погребани княгиня Анна Владимировна Миклашевская (родом от княжеския род Гагарини; 15.05.1832–14.09.1887 г.), съпругът ѝ Иля Михайлович Миклашевски (23.02.1821–31.03.1886 г.), заедно с едно от децата им, починало като бебе, – Олга Илиевна Миклашевская.
Поради значителните архитектурно-градоустройствени промени в северозападната част на парка, в края на 1960-те и 1970-те години се променят плановата структура на селото, мащабът на застрояване и лика на историческия комплекс на имението. Територията на бившия парк днес е в окаяно състояние, а плановата мрежа, чрез която структурите на градинско-парковия комплекс хармонирали с околната среда на центъра на селото, е загубена. Негативен фактор, който значително променя качеството на архитектурната среда на имението, е разрушаването на редица исторически постройки, малки градинско-паркови елементи и мрежа от пътеки. Изсичането на зелените насаждения също е допринесло за влошаването на парковата среда. Освен това, голямата площ залята от язовир „Каховка“ е загубена.

### Съвременен вид
Общият характер на застрояването върху територията на бившето имение е исторически нарушен, тъй като е претърпял значителни промени и днес дори е трудно да се предположи, как е изглеждало някогашното имение. Например, днес там се намират Средно общеобразователно училище със съвременна триетажна сграда, отделна котелна пристройка, футболно игрище и други детски площадки, активен артезиански кладенец и друг неактивен кладенец, съоръжения за пречистване на отпадъчни води, товарен кей с няколко едноетажни сгради. Около историческия комплекс пък се намират съвременни жилищни и обществени сгради на един до три етажа от различни архитектурни периоди.
Благодарение на исторически архивни и картографски извори и теренни проучвания на място, през 2016 г. учени успяват да определят местоположението на границите на някогашното имение и липсващите елементи на бившия дворцов и парков комплекс.
Главната, господарска къща на имението е запазена в гоямата си част. Единствено третия етаж на прикрепената към къщата триетажна кула, който педставлявал покривна тераса с висок четирискатен покрив, днес е загубен. Запазени са и двете крила на господарската къща в оригиналните си размери, но те са загубили оригиналния си покрив, а по фасадите се забелязват промени: прозорците са подменени, а декорът е частично изгубен.
Територията на бившия парк днес е в окаяно състояние, а плановата мрежа, чрез която структурите на градинско-парковия комплекс хармонирали с околната среда на центъра на селото, е загубена.
Загубена е и бившата църква „Свети Николай“, в която се е намирала семейната гробница на рода Миклашевски (сега на мястото на престъплението е издигнат кръст). Там под покрива на църквата е бил погребан нейния основателя – Павел Михайлович Миклашевски (04.06.1819 г.–1893 г.), а в оградата на църквата са били погребани княгиня Анна Владимировна Миклашевская (родом от княжеския род Гагарини; 15.05.1832–14.09.1887 г.), съпругът ѝ Иля Михайлович Миклашевски (23.02.1821–31.03.1886 г.), заедно с едно от децата им, починало като бебе, – Олга Илиевна Миклашевская.
От 2002 г. на югоизток от историческия комплекс се изгражда пречиствателна станция за отпадни води от затвора в селото, като се планира към нея да се присъединят болница, училище и детска градина. Парцелът, върху който се изгражда пречиствателната станция, се простира от югозапад на североизток, пресичайки територията на историческото училище. Разстоянието от новата ограда на парка до господарската къща е само 35 метра (вместо 200 метра през 1969 г. и 640 метра по време на създаването на имението).
- Имението от предната му страна – в средата: господарската къща, а вляво и вдясно – двете ѝ крила.
- Туристи
- Предната фасада на господарската къща с ризалит и веранда
- Верандата в ризалита на ниво на втория етаж
- Предната част, заснета странично – вижда се осмоъгълната пристройка – някогашната триетажна кула с покривна тераса.
- Странична гледка на господарската къща откъм някогашната кула (вляво се вижда и едното крило), а в дясно – изпъкналото помещение тип зимна градина.
- Задната фасада със зимната градина
- Зимната градина
- Ветропоказател